# Giuseppe Manfredini (compositeur)
Pour les articles homonymes, voir Manfredini et Giuseppe Manfredini.
Répertoire
- Astarbo (Rosbale)
- Arbace (Artaserse)
- Artaserse (Artaserse)

Scènes principales
- Teatro Bonacossi (Ferrare)
- Teatro Vendramin di San Salvatore (Venise)

Giuseppe Manfredini (né dans les années 1710 à Pistoia près de Florence et mort dans les années 1780) est un castrat et compositeur italien de l'époque baroque.

## Biographie
Issu d'une famille de musiciens, Giuseppe Manfredini est le fils de Francesco Manfredini (* 1684 ; † 1762) et le frère aîné de Vincenzo Manfredini (* 1737 à Pistoia; † 1799 à Saint-Pétersbourg). Bien qu'il ait composé certaines pages de musique lyrique, ce fut principalement en tant que castrat que Giuseppe Manfredini gagna une notoriété.
Il quitta Pistoia en 1750, vraisemblablement pour se rendre à Londres, puisqu'une collection de six arias composées de sa plume y fut publiée en 1751. Fin 1757 début 1758 il part à Saint Pétersbourg en tant que membre de la troupe d'opéra de Giovanni Battista Locatelli. À la suite du démembrement de la troupe de Locatelli Giuseppe s'établit bientôt à Moscou où il resta jusqu'en 1766, dispensant notamment des leçons de musique.
En tant que castrat, il interpréta, en juin 1757, le rôle d'Astarbo dans l'opéra Rosbale du compositeur italien Giuseppe Scolari (1720-1774), sur un livret de Francesco Silvani. La représentation avait lieu à Padoue à l'occasion de la « foire de juin ». La même année, lors d'une représentation donnée durant le carnaval de Ferrare, Manfredini se produisit au Teatro Buonacossi dans le rôle de Arbace, personnage de l'opéra Ataserse qui était mis en musique par le célèbre Baldassare Galuppi (1706-1785). Puis ce fut dans le rôle d'Artaserse qu'il monta sur scène lors de la foire de l'Ascension de Venise de 1758. La musique était cette fois composée par Giuseppe Scolari, le livret fourni par Pietro Metastasio, et la représentation se tenait dans le Teatro Vendramin di San Salvatore (ou Teatro San Salvatore).
La biographie de Mozart relate qu'en rentrant de Saint Pétersbourg en 1769 Giuseppe Manfredini passa à Salsbourg et rendit visite à la famille Mozart. Et lors de son voyage en Italie le jeune compositeur rencontra Giuseppe Manfredini en juillet 1770, à Bologne.

## Œuvres
- Sei arie con instromenti, manuscript, Londres, 1752, [RISM M 343] (London Academy of Music; British Library).